# 브렌던 둘링
브렌던 둘링(Brendan Dooling, 1990년 1월 27일 ~ )은 미국의 배우이다.

## 출연 작품
- 데몰리션 (2015)
- 캐리 다이어리 시즌2 (2013)
- 캐리 다이어리 (2013)